# 金環蛇
金環蛇（學名：Bungarus fasciatus），俗稱金甲帶、金包鐵、金腳帶、花扇柄（客家話）、雨傘柄（潮州話）或佛蛇等，是環蛇屬的一種，是毒性很強的蛇。一般來說，金環蛇和其他環蛇屬的蛇一樣，動作緩慢，不愛攻擊人類，主要以小型脊椎動物為食。金環蛇的毒性較其近親銀環蛇弱，但仍然屬劇毒蛇，而數量也較銀環蛇為稀有。

## 特征
金環蛇全長在一米左右，最長可達一點八米；全身有固定間距的黑黃相間環帶，黑色環紋比黃色環紋略寬，幼蛇環帶為黑色及灰色；金環蛇軀幹有高脊稜，頭部橢圓形，略粗於頸部，有矛形花紋，尾巴短鈍。

## 習性及生境
夜行性，棲息於植被茂密和水源充足的小丘和低谷地帶，捕食其他蛇類，蜥蜴及小型脊椎動物。
個性溫馴膽小，受擾時像其近親銀環蛇般迅速逃走或將頭部藏於蛇身下，被捕時則不停晃動身體，但不像銀環蛇般劇烈。

## 繁殖
5月底產卵，每次產卵8-12枚。

## 潛在危險及毒性
有劇毒，有豎立前毒牙。劇毒足以致命。平均一次排毒量27.5毫克。神经毒为主。人致死剂量10毫克。香港曾有數宗被咬的死亡個案。
日間較溫馴，夜間警覺性極高。

## 分佈區域
主要生活在印度東北部和東南亞地區，分佈於中國的江西、福建、廣東、香港、海南島、廣西和雲南。

## 保护
本种于2023年被收录入《有重要生态、科学、社会价值的陆生野生动物名录》。